# تشارلز إف. بادي
تشارلز إف. بادي (بالإنجليزية: Charles F. Buddy)‏ هو كاهن كاثوليكي أمريكي، ولد في 4 أكتوبر 1887 في سانت جوزيف في الولايات المتحدة، وتوفي في 6 مارس 1966 في بانينغ في الولايات المتحدة.